# Hurricane's Gal
Hurricane's Gal è un film muto del 1922 scritto, prodotto e diretto da Allen Holubar che ha come protagonista l'attrice Dorothy Phillips, moglie del regista. Un film avventuroso e di azione, con al centro le gesta di una banda di contrabbandieri capitanati da Lola, soprannominata Hurricane's Gal.

## Trama
Lola, che i suoi chiamano Hurricane's Gal, ha le redini di una banda di contrabbandieri, incarico ereditato alla morte di suo padre. Fiera e indipendente, la donna finisce per innamorarsi di Steele, un passeggero clandestino che si rivelerà essere un agente del governo.

## Produzione
Il film fu prodotto dall'Allen Holubar Pictures.

## Distribuzione
Distribuito dall'Associated First National Pictures, il film uscì nelle sale cinematografiche statunitensi nel luglio 1922. In Finlandia, venne distribuito il 23 dicembre 1923, mentre in Francia uscì il 4 aprile 1924 ribattezzato La Fille du Pirate, distribuito dalla Super Film Weil & Lauzin.
Copia delle pellicola viene conservata negli archivi della Gosfilmofond.